# Josef Herzig

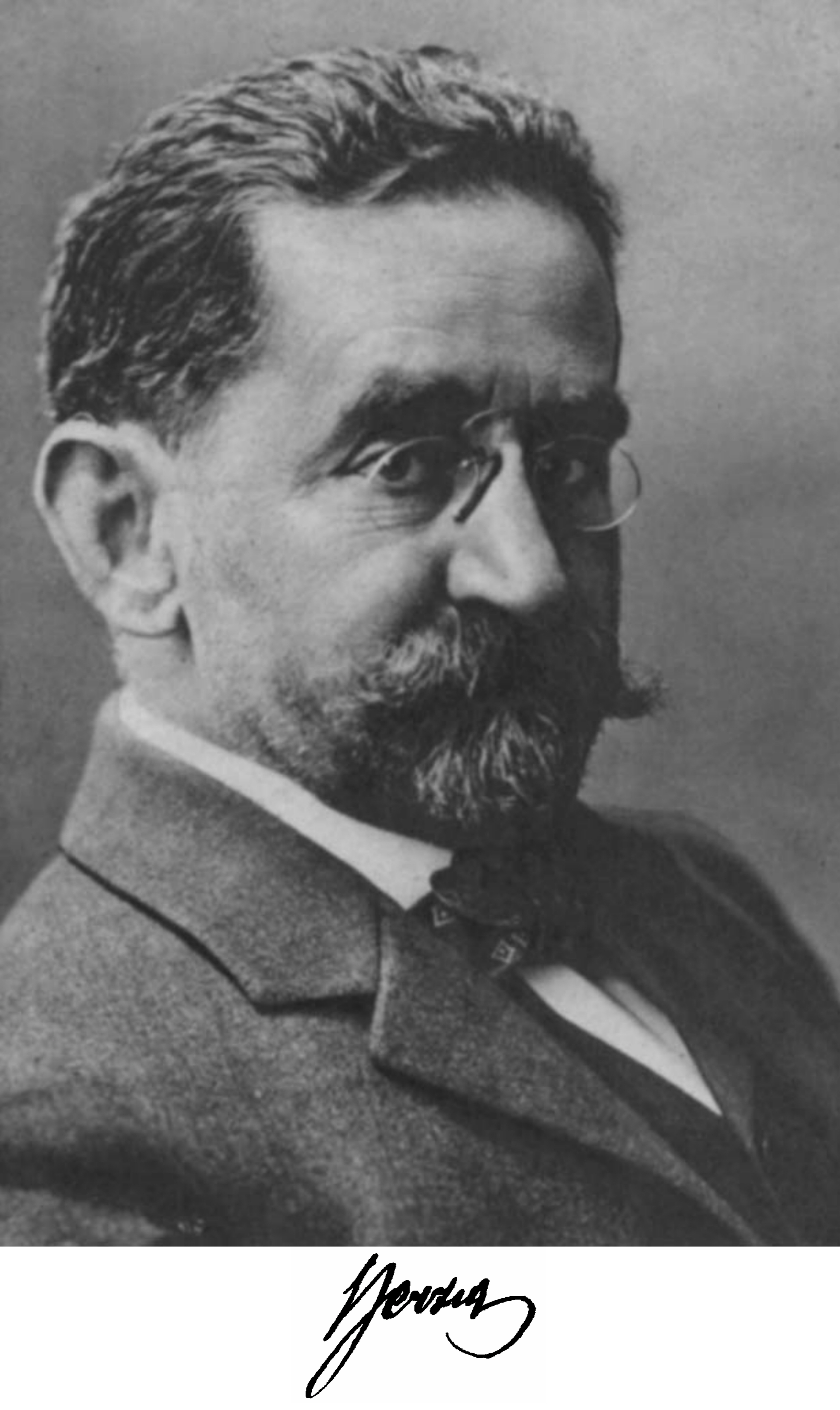
Herzig vor seinem 70. Geburtstag

Josef Herzig (* 25. September 1853 in Sanok, Galizien; † 4. Juli 1924 in Wien) war ein österreichischer Chemiker.
Er war ein Sohn von Mendel und Chaje Herzig. Seine Schwester, die ebenfalls Chaje (Klara) hieß, war Mutter seiner eigener späteren Gattin Etka Pineles (1859–1936, Heirat 1899), sowie der Malerin Broncia Koller-Pinells (1863–1934). Er besuchte Gymnasien in Breslau und in Wien, wo Sigmund Freud sein Schulfreund war.
Ab 1874 studierte er Chemie in Wien und ab dem zweiten Semester in Berlin bei August Wilhelm von Hofmann. 1876 war er an der Universität Heidelberg bei Robert Bunsen. Ostern 1877 kehrte er nach Wien zurück, als akademischer Schüler von Ludwig Barth zu Barthenau 1880, nach anderen Angaben bereits 1879, zum Dr. phil. promoviert.
Er wurde Assistent am I. Chemischen Universitätslaboratorium in Wien. Nachdem er sich 1887 habilitiert hatte, lehrte er als Privatdozent und ab 1897, als Nachfolger von Hugo Weidel, als außerordentlicher Professor. 1899 heiratete er seine Cousine Etka Pineles (1859–1936), die wie er in Sanok geboren war. 1902 erhielt er einen Lehrauftrag für pharmazeutische Chemie und den Lieben-Preis. 1913 ernannte ihn Kaiser Franz Joseph zum ordentlichen Professor der pharmazeutischen Chemie an der Universität in Wien. Er erfand unter anderem eine Methode der Methylimid-Bestimmung, die nach ihm und seinen Schüler Hans Meyer benannte Herzig-Meyer-Reaktion.